# Universidad Autónoma de Guerrero
La Universidad Autónoma de Guerrero, cuyas siglas institucionales son UAGro, es una institución pública y autónoma de educación superior y media superior cuyo campus principal se encuentra en Chilpancingo, Guerrero, México; tiene planteles en Acapulco, Zihuatanejo, Taxco, Iguala, Tixtla, Ometepec, Coyuca de Catalán, Cruz Grande, Ciudad Altamirano, Técpan, Cuajinicuilapa, entre otras ciudades.
Actualmente, imparte 76 carreras a nivel licenciatura y 29 a nivel posgrado en las áreas de ciencias agropecuarias, de la salud, naturales, sociales y administrativas, educación y humanidades e ingeniería.

## Historia

### Instituciones precursoras
A partir de que se instituye el estado de Guerrero en 1849, surge la necesidad de crearse un centro de enseñanza de educación secundaria en el recién creado estado. El 5 de junio de 1852, liberales guerrerenses promulgaron el decreto número 36 en el cual se funda el Instituto Literario de Álvarez, en la ciudad de Tixtla. Sin embargo, este ni siquiera llega a abrir sus puertas dadas las condiciones existentes en la república la cual se encontraba inmersa en una guerra civil entre liberales y consevadores. No sería sino hasta 1869, cuando el general Francisco O. Arce, entonces gobernador del estado, establece el decreto número 31, publicado el 11 de septiembre, en el cual refrenda el instituto. El 16 de septiembre de 1869, la institución por fin abre sus puertas, teniendo como director al profesor Francisco Granados Maldonado.
En 1870, el gobierno del general Arce se ve afectado por el caudillismo local de Diego Álvarez y Vicente Jiménez, sin embargo, el primero mantiene el apoyo del Presidente Benito Juárez. El 10 de octubre del mismo año, se establece la capital del estado en Chilpancingo. Durante los años siguientes, el instituto se vería envuelto en problemas como la falta de recursos, y la necesidad de personal docente competente. El 19 de mayo de 1885 se decreta un nuevo plan de estudios, que contempla el cambio de nombre de Instituto Literario a Colegio, y la fundación de la Preparatoria, y se abren las carreras profesionales de abogacía, e ingenierías en minas y topografía. En 1893 se funda el Instituto Literario de Varones y de Señoritas, la primera escuela normal del estado, que después cambiaría de nombre a Escuela Preparatoria y Normal para Profesores (1898), y más tarde a Escuela Mixta Normal del Estado de Guerrero (1908). A partir de esta fecha hasta 1942, la política educativa del gobierno local se caracteriza por el impulso a la formación de profesores para la instrucción primaria. En 1903 se crea una escuela de jurisprudencia, ya que nueve años antes se había clausurado la carrera de abogacía.
El puerto comenzó a crecer de Caleta a Hornos, y así esta zona se convirtió en el centro de actividades durante la década de los 50. Desde entonces la ciudad se ha ido expandiendo hacia el este y en la actualidad es considerado uno de los destinos turísticos más famosos en el mundo

### Fundación de la Universidad de Guerrero
Dado el pobre desempeño de la escuela normal, el gobernador Rafael Catalán Calvo funda el Colegio del Estado en abril de 1942. El proyecto educativo del nuevo Colegio se basaba en la experiencia obtenida en el Instituto Politécnico Nacional, y para 1944, se abren las carreras de ingeniero topógrafo, perito agrícola, perito pesquero, perito conservador de mariscos y peces, maestro de curtiduría, y maestro destilador de aceites esenciales. El 20 de diciembre de 1950, se establece que su enseñanza tenga el carácter de universitaria, y el Colegio se afilia a la Asociación Nacional de Universidades e Instituciones de Educación Superior (ANUIES).
A lo largo de la década de los cincuenta, estudiantes del Colegio promovieron el cambio de nombre a Universidad del Sur. Sin embargo, no es sino hasta el 22 de junio de 1960 cuando legisladores del estado promulgan la creación de la Universidad de Guerrero, que incluía la escuela normal y secundaria, que más tarde, en 1962, pasarían a depender de la Dirección de Educación del Estado. El 25 de junio de 1962, se aplicó la Ley Orgánica Número 9, que poco después desencadenaría inconformidad dentro de la universidad.

### Huelga estudiantil de 1960
El 21 de octubre de 1960 estalla la huelga los estudiantes quienes demandaban por la autonomía universitaria, destitución del rector Alfonso Ramírez Altamirano, por carecer de título universitario, reformas a la Ley Orgánica, aumento de subsidio. Diversos sectores de Chilpancingo se unieron a su lucha, y el 31 de octubre se realiza una gran manifestación en la ciudad, para más tarde conformar la Coalición de Organizaciones Populares (COP). Las peticiones de la organización ahora incluían la desaparición de poderes en el Estado de Guerrero, la aplicación de la Ley de Responsabilidades al gobernador Raúl Caballero Aburto, quien había ejercido despóticamente, la eliminación de latifundios, entre otras. Como respuesta, el 30 de diciembre el ejército reacciona asesinando a un número indeterminado de personas. El 4 de enero de 1961 desaparecen los poderes en la entidad.
En enero de 1962, se constituyó el Consejo Universitario, y un mes después, este elige al Dr. Virgilio Gómez Moharro como rector de la universidad. En abril del mismo año, se aprueba el Estatuto General, en el cual se instituye la autonomía, se definen las actividades sustantivas, y se señalan las diferentes escuelas que pertenecen a la universidad. El 4 de septiembre de 1963, se publica la Ley Orgánica n.º 24, en la cual se establece el régimen autónomo de la Universidad Autónoma de Guerrero.

## Escudo
Se adoptó desde 1962, mediante un concurso ganado por un estudiante en Derecho llamado Jorge Veléz Vázquez. En el escudo se plasman el color rojo que representa la sangre de los estudiantes que perdieron la vida en el movimiento de 1960 y el color gris para resaltar el color rojo. El escudo muestra el mapa del estado de Guerrero, una antorcha representa a la capital del estado Chilpancingo, durante mucho tiempo el mayor centro cultural de la entidad. El fuego de la antorcha es la luz que ilumina el camino de los jóvenes universitarios. Las ondas representan la cultura que se expande por el estado y el águila es el símbolo de las raíces indígenas expresadas en Cuauhtémoc, el más grande y puro de los héroes guerrerenses.

## Unidades Académicas
Actualmente la UAGro ofrece una amplia variedad de educación media superior y superior distribuida en todo el estado de Guerrero. La división se hace por región geográfica, quedando de la siguiente manera:
La Universidad Autónoma de Guerrero tiene oferta académica en varias ramas en Ciencias sociales, ciencias de la salud, Ciencias Químico Biológicas.

## Facultades

### Campus Chilpancingo
Localizado en la Región Centro
| - Facultad de Arquitectura y Urbanismo - Facultad de Artes - Facultad de Ciencias de la Educación - Facultad de Ciencias de la Comunicación - Facultad de Ciencias Económicas - Facultad de Ciencias Químico Biológicas - Facultad de Desarrollo Regional - Facultad de Derecho - Facultad de Enfermería | - Facultad de Filosofía y Letras - Facultad de Ingeniería - Facultad de Matemáticas - Centro de Investigación y Posgrado en Estudios Socioterritoriales - Centro de investigación especializado en microbiología - Escuela Normal Superior - Escuela Superior de Gobierno y Gestión Pública - Instituto de investigación científica humanístico social y posgrado - Regional de Educación Superior - Sistema universitario virtual |  |

### Campus Las Petaquillas
Localizado en la región centro
- Facultad de Ciencias Naturales

### Campus Acapulco
Localizado en la región de Acapulco
| Facultad | Imagen |
| Facultad de Ciencias Sociales (Derecho y Sociología)                                                                                   |        |
| Facultad de Ciencias y Tecnologías de la Información                                                                                   |        |
| Centro de Ciencias de desarrollo regional                                                                                              |        |
| Facultad de Contaduría y Administración                                                                                                |        |
| Facultad de Ecología Marina |        |
| Facultad de Enfermería |        |
| Facultad de Lenguas Extranjeras |        |
| Facultad de Medicina |        |
| Facultad de Matemáticas |        |
| Facultad de Odontología |        |
| Facultad de Psicología |        |
| Facultad de Turismo |        |
| Centro de Investigación de Enfermedades Tropicales                                                                                     |        |
| Centro de Investigación y Posgrado en Estudios Socioterritoriales                                                                      |        |
| Centro de innovación, competitividad y sostenibilidad                                                                                  |        |
| Centro Regional de Educación Superior (Economía, Nutrición, Ciencias de la Educación, Cultura Física y Deporte y Ciencias Ambientales) |        |
| Instituto Internacional de Estudios Políticos Avanzados Ignacio Manuel Altamirano                                                      |        |
| Biblioteca Central Regional de la Zona Sur                                                                                             |        |
| Casa de la Cultura Zona Sur |        |
| Centro de Estudios de Lenguas Extranjeras                                                                                              |        |
| Clínica Veterinaria |        |
| Comedor Universitario |        |
| Coordinación General Zona Sur |        |
| Laboratorio Universitario |        |

### Campus Tecpán de Galeana
Localizado en la región de costa grande
- Facultad de Desarrollo Sustentable
- Facultad de Medicina Veterinaria y Zootecnia

### Campus Zihuatanejo
Localizado en la Costa Grande
- Facultad de Turismo

### Campus Altamirano
Localizado en la región de tierra caliente
- Facultad de Matemáticas
- Facultad de Medicina Veterinaria y Zootecnia

|

### Campus Coyuca de Catalán
Localizado en Tierra Caliente
- Facultad de Enfermería

### Campus Tixtla
Localizado en la región centro
- Facultad de Antropología Social

### Campus La Montaña
Localizado en la región de la montaña
- Regional de Educación Superior

|

### Campus Taxco de Alarcón
Localizado en la región norte
- Facultad de Enfermería
- Facultad de Diseño y Arquitectura

### Campus Taxco el viejo
Localizado en la región norte
- Facultad de Ciencias de la Tierra
- Regional de Educación Superior

### Campus Acamixtla
Localizado en la región norte
- Facultad de Diseño y Arquitectura

### Campus Iguala
Localizado en la región norte
- Facultad de Ciencias Agropecuarias y Ambientales
- Facultad de Ciencias de la Educación
- Facultad de Matemáticas

|
|

### Campus Cuajinicuilapa
Localizado en la costa chica
- Facultad de Medicina Veterinaria y Zootecnia

### Campus el pericon
Localizado en la costa chica
- Regional de Educación Superior Ciencias del Desarrollo Regional no.2

### Campus Ometepec
Localizado en la Costa Chica
- Facultad de Enfermería

### Campus Costa Chica
Localizado en la Costa Chica
- Regional de Educación Superior

## Facultades representativas

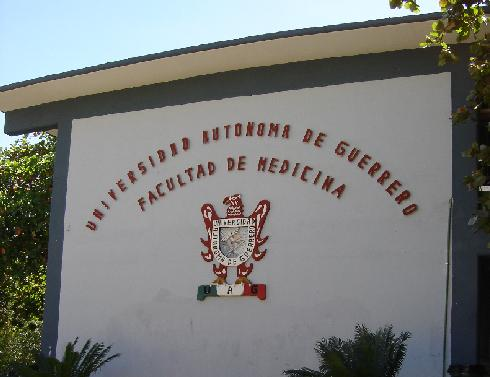
Facultad de medicina UAGRO

Facultad de Medicina, la cual ha ido formando médicos desde el año 1974, pese a todos los problemas sociales que en ese entonces había, hoy en día el programa Médico Cirujano es un programa Certificado por la COMAEM y la facultad se encuentra en el nivel uno de los CIEES, es por eso que la Facultad de Medicina de la Universidad Autónoma de Guerrero es una de las mejores escuelas de la universidad hoy en día.
Facultad de Ciencias Químico-Biológicas, creada el 11 de febrero de 1963, por acuerdo del H. Consejo Universitario, iniciando con las carreras de Químico-Biólogo y de Físico-Matemático, esta última se cerró al año siguiente. En el año de 1974 se crea la Maestría en Biología, aprobada por el H. Consejo Universitario el 20 de mayo de 1974, la cual duró poco tiempo, no hubo egresados y fue suspendida, aunque el registro en la SEP es vigente. En 1979 se creó la carrera de Biología. En septiembre de 1989 se da la reapertura de los estudios de posgrado en la FCQB, comenzando la especialidad en Química Clínica, aprobada el 28 de marzo de 1990 por el Consejo.
Actualmente tiene tres programas de estudio, en licenciatura Químico Biólogo Parasitólogo, en nivel 1 de los CIEES y Biología. El programa de posgrado que ofrece es la Maestría en Ciencias Biomédicas, anexada en el Padrón Nacional de Posgrado desde 2006, actualmente dicho posgrado se encuentra impartido por los mejores profesores-investigadores del estado en la rama de las Ciencias Biomédicas y de la Salud, entre otros.

## Egresados

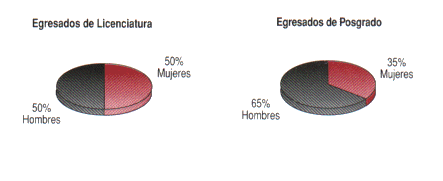
Gráfica de los egresados en licenciatura y posgrado por sexo

### Licenciatura
La matrícula escolar en licenciatura está conformada por 25 267 alumnos, de los cuales 12 401 son hombres y 12 866 son mujeres. En estudios de posgrado hay 712 estudiantes, 490 son hombres y 222 son mujeres.
La población de egresados en el nivel de licenciatura es de 3 673 alumnos, 1 832 son hombres y 1 841 son mujeres

### Posgrado
La población de egresados en el nivel de licenciatura es de 3 673 alumnos, 1 832 son hombres y 1 841 son mujeres, en tanto que para el nivel de posgrado es de 195 estudiantes, de los cuales 126 son hombres y 69 son mujeres.

### Egresados Notables
- René Juárez Cisneros, economista y político afromexicano, miembro del Partido Revolucionario Institucional.
- Alfonso Portillo, empresario y político guatemalteco, fue el 45.o presidente de la República de Guatemala (2000-2004). Egresado de la licenciatura en ciencias jurídicas y sociales.

## Estadísticas

### Matrícula escolar total
La UAGro cuenta con 87,136 alumnos al 2017, tomando en cuenta los niveles de Posgrado, Licenciatura, Técnico superior universitario, Medio técnico y Bachillerato. De acuerdo al anuario estadístico de la universidad, desde el 2007 se ha tenido un crecimiento constante en la matrícula de la misma, siendo únicamente en el ciclo escolar 2013-2014 que se reportó un decrecimiento en el total de alumnos.
| Evolución de la matrícula escolar total del CE 2007-2008 al 2016-2017 |
|                                                                       |
| Fuente:UAGro.                                                         |

### Matrícula por región
De los 87,136 estudiantes en el ciclo escolar 2016-2017, la región centro concentra la mayor parte con 24,317 lo que representa el 28%, en segundo lugar Acapulco con 23,919 lo que representa el 27%, por lo que entre las dos regiones concentra más de la mitad de los estudiantes de la UAGro.
| Evolución de la Matrícula total por región ciclo escolar 2016 - 2017 |
|                                                                      |
| Fuente:UAGro.                                                        |

## Organización

### Rector
Es la máxima autoridad y representante de la Universidad el cual dura en el cargo 4 años. Durante el mandato de Florentino Cruz Ramírez el periodo paso de 3 años a 4 años. Los individuos que han ocupado la rectoría desde la creación de la Universidad en 1960 han sido los siguientes:
| N.º  | Nombre                               | Período         |
| ---- | ------------------------------------ | --------------- |
| 1.º  | Alfonso Ramírez Altamirano           | (1960 - 1961)   |
| 2.º  | Salvador Castro Villalpando          | (1961 - 1962)   |
| 3.º  | Virgilio Gómez Moharro               | (1962 - 1967)   |
| 4.º  | Ramiro González Casales              | (1967 - 1970)   |
| 5.º  | Jaime Castrejón Díez                 | (1970 - 1972)   |
| 6.º  | Alfonso López Bello (interino)       | (1972 - 1972)   |
| 7.º  | Rosalío Wences Reza                  | (1972 - 1975)   |
| 8.º  | Arquímedes Morales Carranza          | (1975 - 1978)   |
| —    | Rosalío Wences Reza                  | (1978 - 1981)   |
| 9.º  | José Enrique González Ruiz           | (1981 - 1984)   |
| —    | Rosalío Wences Reza                  | (1984 - 1987)   |
| 10.º | Ramón Reyes Carreto                  | (1987 - 1990)   |
| 11.º | Marcial Rodríguez Saldaña            | (1990 - 1993)   |
| 12.º | Gabino Olea Campos                   | (1993 - 1996)   |
| 13.º | Hugo Vázquez Mendoza                 | (1996 - 1999)   |
| 14.º | Florentino Cruz Ramírez              | (1999 - 2002)   |
| 15.º | Nelson Valle López                   | (2002 - 2006)   |
| 16.º | Dolores Arturo Contreras Gómez       | (2006 - 2010)   |
| 17.º | Ascencio Villegas Arrizón (†)        | (2010 - 2012)   |
| 18.º | Alberto Salgado Rodríguez (interino) | (2012 - 2013)   |
| 19.º | Javier Saldaña Almazán               | (2013 - 2021)   |
| 20.º | José Alfredo Romero Olea             | (2021 - 2023)   |
| 21.º | Javier Saldaña Almazán               | (2023 - actual) |

### Consejo Universitario
El H. Consejo Universitario como máximo órgano de gobierno es la instancia en la que se analizan, discuten y acuerdan los asuntos institucionales fundamentales de nuestra institución, en los distintos ámbitos de la vida universitaria.
El consejo universitario fue creado por el rector Salvador Castro Villalpando, quien se dedicó a integrarlo y expidió una convocatoria fechada el 17 de diciembre de 1961–, a formular un proyecto de estatutos y a la integración de una planta docente con formación universitaria. En enero de 1962 se constituyó el Consejo Universitario de forma paritaria –maestros y alumnos– y un consejero representante de los trabajadores administrativos y de intendencia.

## Laboratorios
- Biotecnología
- Biomedicina molecular
- Geoquímica
- Cartografía
- Mineralogía y petrografía
- Reproducción animal y mejoramientogenético.
- Hackeo Extremo

## Convenios

### Nacionales
- Colaboración e intercambio académico con la UNAM y la UAM-X, BUAP, UACH
- Colaboración con SEDESOL

### Internacionales
- Intercambio académico y colaboración con universidades de Argentina, Brasil, Canadá, Chile, Colombia, Cuba, España, Francia, Portugal, Puerto Rico, E.U.A., Uruguay y con Universidad de Quebec y Montreal.

## Deporte
El Club Universitario de Atletismo Águilas fue fundado el 12 de octubre de 1973 con el nombre de Club Universitario de Atletismo, y que luego de diez años pasó a ser oficialmente “Club Universitario de Atletismo Águilas. Ha obtenido alrededor de 1400 trofeos y más de mil medallas, destacando primeros lugares en competencias municipales, estatales, regionales, nacionales e internacionales.
El Club Deportivo Águilas de la Universidad Autónoma de Guerrero equipo de fútbol de tercera división.

## Medios de comunicación
- Estaciones de Radio

| Frecuencia kHz   | Estación | Nombre      | Potencia kW |
| 840 AM y 90.7 FM | XEUAG-AM | Radio UAGro | 1.0d / ND   |